# Eger Vaughan Murphree
Eger Vaughan Murphree (3 de novembro de 1898 — 29 de outubro de 1962) foi um químico estadunidense. É conhecido pela co-invenção do processo de craqueamento.

## Biografia
Trabalhou no Projeto Manhattan, membro do S-1 Uranium Committee.
Trabalhou na Exxon (antiga Standard Oil Company), onde foi de 1947 a 1962 vice-presidente de pesquisa e engenharia.
Dentre outros recebeu a Medalha Perkin de 1950.